# Dublin Area Rapid Transit
La Dublin Area Rapid Transit (DART) è una parte del servizio ferroviario suburbano della città di Dublino (Dublin Suburban Rail) che impiega i tronchi della rete ferroviaria urbana dublinese che sono stati elettrificati a 1500 volt in corrente continua per far fronte ad un servizio più rapido ed efficiente rispetto a quello dei Commuter. A regime dovrebbero diventare operative tre linee. Al 2011 è attiva la Trans-Dublin che collega le contee a nord di Dublino con quelle a sud della capitale irlandese.
L'operatore nazionale, Iarnród Éireann, gestisce il DART. All'inizio della sua attività, la DART era controllata dalla Córas Iompair Éireann che è diventata una succursale dell'attuale azienda appaltatrice.

## Struttura della rete
La rete si compone di un'unica linea in esercizio ed altre due in progetto:
- Trans-Dublin (Malahide/Howth – Dublino Connolly – Greystones);
- DART linea 1: il servizio collegherà Maynooth a Greystones, impiegando la ferrovia Sligo–Dublino, tra Mayhooth e Dublino Connolly, e la Dublino Connolly–Greystones della Dublino–Rosslare.
- DART linea 2. Il servizio dovrebbe collegare la stazione di Howth a quella di Hazelhatch. È in progetto la costruzione della DART Underground che dovrebbe collegare fisicamente la stazione di Clontarf Road, sulla ferrovia Dublino-Belfast, a quella di Heuston, capolinea della Dublino–Cork, rendendo passante quest'ultimo scalo e completando l'itinerario necessario ad attivare la linea 2.

### DART Underground
|  |  | Continuation backward |

|  |  | Stop on track |

|  | Continuation backward | Straight track |  |  |

|  | Unknown route-map component "ABZgl" | Unknown route-map component "KRZu" | Unknown route-map component "STR+r" |  |

|  | Straight track | Straight track | Stop on track |  |

|  | Straight track | Unknown route-map component "xABZgl" | Unknown route-map component "ABZg+r" |  |

|  | Straight track | Unknown route-map component "extSTRa" | Station on track |  |

|  | End station | Unknown route-map component "extBHF" | Straight track |  |

|  |  | Unknown route-map component "extKRZW" | Unknown route-map component "hKRZWae" |  |

|  |  | Unknown route-map component "extSTR" | Station on track |  |

|  |  | Unknown route-map component "extBHF" | Station on track |  |

|  |  | Unknown route-map component "extHST" | Straight track |  |

|  |  | Unknown route-map component "extSTR" | Continuation forward |  |

|  |  | Unknown route-map component "extHST" |

|  | Head station | Unknown route-map component "extBHF" |  |  |

|  | Straight track | Unknown route-map component "extSTRe" |  |  |

|  | Straight track | Unknown route-map component "exHST" |  |  |

|  | One way leftward | Unknown route-map component "xABZg+r" |  |  |

|  |  | Continuation forward |

Il DART Underground, in precedenza denominata Interconnector, è un'estensione del servizio ferroviario suburbano di Dublino in progettazione, di tipo passante, che dovrebbe collegare la stazione di Clontarf Road sulla Dublino–Belfast alla linea per Cork.
Al suo completamento, la nuova linea ferroviaria consentirà l'istituzione della seconda linea della Dublin Area Rapid Transit (DART) che collegherà la stazione di Howth a quella di Hazelhatch, ma soprattutto di collegare la stazione di Dublino Heuston, al 2012 stazione di testa della linea per Cork, alla quella di Dublino Pearse dalla quale si potranno avere interscambi con le linee del Dublin Suburban Rail.

### Percorso
La linea esistente della DART percorre la baia di Dublino da nord a sud, da Malahide e Howth (che si trovano a nord) a Bray e Greystones che si trovano nella contea di Wicklow. La linea attraversa il centro della città passando attraverso il Loopline Bridge sopra il fiume Liffey.

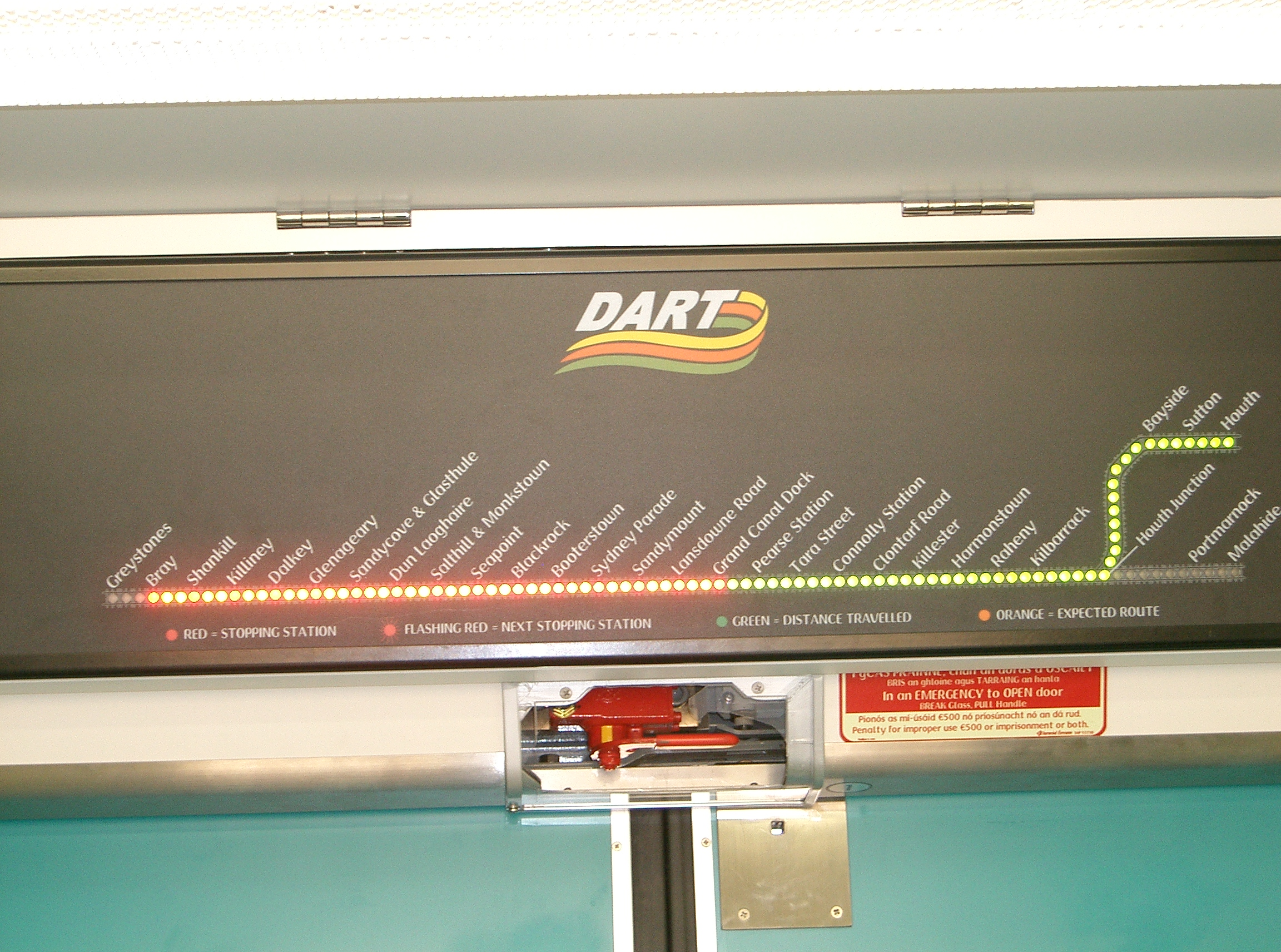
Alcuni treni sono dotati di questi display: il verde indica il tratto di percorso già coperto, l'arancione quanto rimane e il rosso lampeggiante la fermata successiva.

## Materiale rotabile
| Classe      | Immagine | Tipo         | Velocità massima | Velocità massima | Numero | Linee                     | Costruito |
| Classe      | Immagine | Tipo         | mph              | km/h             | Numero | Linee                     | Costruito |
| ----------- | -------- | ------------ | ---------------- | ---------------- | ------ | ------------------------- | --------- |
| Classe 8100 |          | Elettrotreno | 62               | 100              | 38     | Greystones-Malahide/Howth | 1984      |
| Classe 8200 |          | Elettrotreno | 62               | 100              | 5      | Greystones-Malahide/Howth | 1999      |
| Classe 8500 |          | Elettrotreno | 68               | 110              | 4      | Greystones-Malahide/Howth | 2000      |
| Classe 8510 |          | Elettrotreno | 68               | 110              | 3      | Greystones-Malahide/Howth | 2002      |
| Classe 8520 |          | Elettrotreno | 68               | 110              | 10     | Greystones-Malahide/Howth | 2004      |